# Lysimachia quelpaertensis
Lysimachia quelpaertensis är en viveväxtart som beskrevs av K.Tae och J.S.Lee. Lysimachia quelpaertensis ingår i släktet lysingar, och familjen viveväxter. Inga underarter finns listade i Catalogue of Life.